# Malaysia Open 1997
Die Malaysia Open 1997 im Badminton fanden vom 9. bis zum 13. Juli 1997 in Kota Kinabalu statt. Das Preisgeld betrug 180.000 Dollar.

## Sieger und Platzierte
| Disziplin    | Gold                       | Silber                                  | Bronze                                 |
| ------------ | -------------------------- | --------------------------------------- | -------------------------------------- |
| Herreneinzel | Hermawan Susanto           | Peter Gade                              | Budi Santoso                           |
| Herreneinzel | Hermawan Susanto           | Peter Gade                              | Joko Suprianto                         |
| Dameneinzel  | Susi Susanti               | Ye Zhaoying                             | Zhou Mi                                |
| Dameneinzel  | Susi Susanti               | Ye Zhaoying                             | Dai Yun                                |
| Herrendoppel | Ricky Subagja Rexy Mainaky | S. Antonius Budi Ariantho Denny Kantono | Lee Dong-soo Yoo Yong-sung             |
| Herrendoppel | Ricky Subagja Rexy Mainaky | S. Antonius Budi Ariantho Denny Kantono | Choong Tan Fook Lee Wan Wah            |
| Damendoppel  | Ge Fei Gu Jun              | Liu Lu Qiang Hong                       | Lisbet Stuer-Lauridsen Marlene Thomsen |
| Damendoppel  | Ge Fei Gu Jun              | Liu Lu Qiang Hong                       | Huang Nanyan Liu Zhong                 |
| Mixed        | Liu Yong Ge Fei            | Jens Eriksen Marlene Thomsen            | Imam Tohari Emma Ermawati              |
| Mixed        | Liu Yong Ge Fei            | Jens Eriksen Marlene Thomsen            | Tri Kusharyanto Minarti Timur          |

## Finalergebnisse
| Disziplin    | Sieger                     | Finalist                                | Ergebnis     |
| ------------ | -------------------------- | --------------------------------------- | ------------ |
| Herreneinzel | Hermawan Susanto           | Peter Gade                              | 15-11, 15-11 |
| Dameneinzel  | Susi Susanti               | Ye Zhaoying                             | 11-5, 11-7   |
| Herrendoppel | Rexy Mainaky Ricky Subagja | Denny Kantono S. Antonius Budi Ariantho | 17-15, 15-12 |
| Damendoppel  | Ge Fei Gu Jun              | Liu Lu Qian Hong                        | 15-7, 15-1   |
| Mixed        | Liu Yong Ge Fei            | Jens Eriksen Marlene Thomsen            | 15-12, 15-1  |

## Ergebnisse

### Herreneinzel
- Zainal Malik –  Osman Azahawari: 15-1 / 6-15 / 15-4
- Yim Jae Sung –  Thomas Søgaard: 15-6 / 4-15 / 15-11
- Dicky Palyama –  Chen Shyong Chaw: 15-7 / 15-7
- Luo Yigang –  Huck Lee Ong: 15-9 / 15-9
- Huang Yeu-der –  Ville Kinnunen: 15-12 / 15-11
- Yong Hock Kin –  Adi Sumirat: 15-2 / 15-3
- Roslin Hashim –  Takahiro Suka: 15-11 / 15-6
- Rashid Sidek –  Fumihiko Machida: 15-10 / 15-6
- Kim Hyung-joon –  Peter Knowles: 15-7 / 13-15 / 15-8
- Salim –  Ian Maywald: 15-12 / 15-2
- Azizan Ariffin –  H. J. Ahmad: 15-9 / 15-2
- Fung Permadi –  Lo Ah Heng: 15-6 / 15-10
- Ramesh Nathan –  Yau Tsz Yuk: 15-3 / 15-8
- Hermawan Susanto –  M Subramanian: 15-3 / 15-7
- Zhu Feng –  Michael Sydney: 15-12 / 15-9
- Chen Hong –  Yuzo Kubota: 17-14 / 5-15 / 17-16
- Ng Kean Kok –  Charles Khoo: 15-12 / 15-9
- Yian Wai Siew –  Thanabalan Arikrishnan: 15-14 / 15-14
- Alan Budikusuma –  A`Aamar Hashim: 15-5 / 15-1
- Ismail Saman –  Feng Hung-Yun: 15-8 / 15-7
- Wong Choong Hann –  Takuya Katayama: 15-4 / 15-0
- Peter Gade –  Kearn Meng Lim: 15-0 / 15-0
- Tan Sian Peng –  Po Weng Fong: 15-7 / 15-7
- Hwang Sun-ho –  Ilkka Nyqvist: 15-9 / 15-1
- Hidetaka Yamada –  S. Chandran: 15-11 / 15-8
- Budi Santoso –  Kantharoopan Ponniah: 15-9 / 18-16
- Ji Xinpeng –  Yoon Keang Foo: 15-9 / 18-13
- Jeroen van Dijk –  Taufik Hidayat: 7-15 / 15-8 / 18-13
- Mahathir Mustaffa –  Liu Kwok Wa: 15-10 / 15-9
- Ong Ewe Hock –  Mohammad Hj Junid: 15-1 / 15-3
- Pei Wee Chung –  Kenneth Erichsen: w.o.
- Joko Suprianto –  Zainal Malik: 15-3 / 15-3
- Dicky Palyama –  Yim Jae Sung: 14-17 / 15-7 / 15-1
- Luo Yigang –  Huang Yeu-der: 15-1 / 15-2
- Yong Hock Kin –  Roslin Hashim: 15-6 / 15-10
- Rashid Sidek –  Kim Hyung-joon: 1-15 / 15-9 / 15-10
- Salim –  Azizan Ariffin: 15-1 / 15-6
- Fung Permadi –  Ramesh Nathan: 15-3 / 15-7
- Hermawan Susanto –  Zhu Feng: 15-2 / 15-6
- Chen Hong –  Ng Kean Kok: 15-7 / 15-11
- Alan Budikusuma –  Yian Wai Siew: 15-3 / 15-5
- Wong Choong Hann –  Ismail Saman: 6-15 / 15-10 / 15-8
- Peter Gade –  Pei Wee Chung: 15-5 / 15-9
- Hwang Sun-ho –  Tan Sian Peng: 15-5 / 15-3
- Budi Santoso –  Hidetaka Yamada: 18-13 / 15-10
- Jeroen van Dijk –  Ji Xinpeng: 15-3 / 15-6
- Ong Ewe Hock –  Mahathir Mustaffa: 15-5 / 15-9
- Joko Suprianto –  Dicky Palyama: 15-8 / 15-8
- Luo Yigang –  Yong Hock Kin: 11-15 / 15-3 / 15-8
- Rashid Sidek –  Salim: 15-12 / 15-8
- Hermawan Susanto –  Fung Permadi: 15-11 / 15-4
- Alan Budikusuma –  Chen Hong: 15-4 / 15-11
- Peter Gade –  Wong Choong Hann: 6-15 / 15-3 / 15-3
- Budi Santoso –  Hwang Sun-ho: 12-15 / 15-5 / 15-4
- Ong Ewe Hock –  Jeroen van Dijk: 15-4 / 15-7
- Joko Suprianto –  Luo Yigang: 15-10 / 11-15 / 18-14
- Hermawan Susanto –  Rashid Sidek: 15-5 / 15-6
- Peter Gade –  Alan Budikusuma: 17-6 / 15-11
- Budi Santoso –  Ong Ewe Hock: 10-15 / 15-6 / 15-11
- Hermawan Susanto –  Joko Suprianto: 15-1 / 15-2
- Peter Gade –  Budi Santoso: 15-10 / 15-7
- Hermawan Susanto –  Peter Gade: 15-11 / 15-11

### Dameneinzel Qualifikation
- Cindy Lim –  Paramanathan A/P Tanuosha: 11-3 / 11-6

### Dameneinzel
- Ye Zhaoying –  Wong Pei Tty: 11-1 / 11-3
- Naoko Miyake –  Woon Sze Mei: 11-8 / 11-1
- Julia Mann –  Lee Yin Yin: 11-6 / 11-2
- Lee Kyung-won –  Fatimah Kumin Lim: 11-3 / 11-2
- Zhou Mi –  Jihyun Marr: 11-1 / 2-11 / 11-9
- Zarinah Abdullah –  Uring Yulih: 11-0 / 11-2
- Aparna Popat –  Meiluawati: 11-9 / 11-5
- Winnie Lee –  Fong Chew Yen: 11-5 / 11-0
- Yuli Marfuah –  Chikako Nakayama: 8-11 / 11-8 / 11-8
- Lee Joo Hyun –  Ishwarii Boopathy: 11-4 / 11-4
- Donna Kellogg –  Vicki Valerie Rodrigues: 11-0 / 11-7
- Dai Yun –  Chin Yen Peng: 11-4 / 11-2
- Law Pei Pei –  Wang Soon Lian: 12-11 / 11-7
- Yasuko Mizui –  Brenda Beenhakker: 11-2 / 11-0
- Yu Hua –  Shizuka Yamamoto: 11-8 / 11-5
- Susi Susanti –  Gong Ruina: 11-7 / 11-6
- Ye Zhaoying –  Naoko Miyake: 11-4 / 11-2
- Lee Kyung-won –  Julia Mann: 9-11 / 11-5 / 11-5
- Zhou Mi –  Zarinah Abdullah: 12-10 / 11-5
- Aparna Popat –  Winnie Lee: 11-6 / 11-1
- Yuli Marfuah –  Lee Joo Hyun: 5-11 / 12-10 / 11-5
- Dai Yun –  Donna Kellogg: 11-5 / 11-2
- Yasuko Mizui –  Law Pei Pei: 11-8 / 11-3
- Susi Susanti –  Yu Hua: 11-5 / 11-5
- Ye Zhaoying –  Lee Kyung-won: 11-4 / 11-1
- Zhou Mi –  Aparna Popat: 11-3 / 11-8
- Dai Yun –  Yuli Marfuah: 11-1 / 11-5
- Susi Susanti –  Yasuko Mizui: 11-4 / 11-4
- Ye Zhaoying –  Zhou Mi: 11-3 / 11-5
- Susi Susanti –  Dai Yun: 11-7 / 11-9 / 11-5
- Susi Susanti –  Ye Zhaoying: 11-5 / 11-7

### Herrendoppel Qualifikation
- Aik Seong Lim /  Huck Lee Ong –  Charles Khoo /  Zainal Malik: 15-3 / 15-10

### Herrendoppel
- Ricky Subagja /  Rexy Mainaky –  H. J. Ahmad /  Mohammad Hj Junid: 15-3 / 15-1
- Chan Chong Ming /  Jeremy Gan –  Kassim Saharuddin /  Kassim Sharil: 15-3 / 15-4
- Liu Yong /  Zhang Wei –  Rosman Razak /  Tan Kim Her: 11-5 / 15-1 / 15-9
- Siripong Siripool /  Pramote Teerawiwatana –  Chow Kin Man /  Yau Tsz Yuk: 15-3 / 15-5
- Choong Tan Fook /  Lee Wan Wah –  Patrick Lau Kim Pong /  Tan Sian Peng: 15-2 / 15-4
- Feng Hung-Yun /  Huang Yeu-der –  Aik Seong Lim /  Huck Lee Ong: 15-12 / 5-15 / 15-4
- Seng Kok Kiong /  Rudy Wijaya –  James Anderson /  Chris Hunt: 15-6 / 15-4
- Boo Hock Khoo /  Pang Cheh Chang –  Kearn Meng Lim /  M Subramanian: 15-3 / 15-6
- Khoo Kok Kheng /  Theam Teow Lim –  Takuya Katayama /  Yuzo Kubota: 15-9 / 15-4
- Jens Eriksen /  Jesper Larsen –  S. Chandran /  Thanabalan Arikrishnan: 15-4 / 15-13
- Kitipon Kitikul /  Khunakorn Sudhisodhi –  Liu Kwok Wa /  Ma Che Kong: 15-5 / 15-10
- Lee Dong-soo /  Yoo Yong-sung –  Lee Chee Leong /  Ng Kean Kok: 15-5 / 4-15 / 15-2
- Ville Kinnunen /  Ilkka Nyqvist –  Dallan Foo /  Suhaimi Hj Ibrahim: 15-8 / 15-4
- Cheah Soon Kit /  Chew Choon Eng –  Ji Xinpeng /  Zhu Feng: 11-15 / 15-4 / 15-11
- Chen Chin-Hsien /  Lee Wei-jen –  Chang Kim Wai /  Soon Thoe Cheah: 7-15 / 15-12 / 15-12
- S. Antonius Budi Ariantho /  Denny Kantono –  Nick Ponting /  John Quinn: 15-5 / 15-3
- Ricky Subagja /  Rexy Mainaky –  Chan Chong Ming /  Jeremy Gan: 15-12 / 15-1
- Siripong Siripool /  Pramote Teerawiwatana –  Liu Yong /  Zhang Wei: 15-7 / 15-12
- Choong Tan Fook /  Lee Wan Wah –  Feng Hung-Yun /  Huang Yeu-der: 15-12 / 15-4
- Seng Kok Kiong /  Rudy Wijaya –  Boo Hock Khoo /  Pang Cheh Chang: 13-18 / 15-7 / 15-4
- Jens Eriksen /  Jesper Larsen –  Khoo Kok Kheng /  Theam Teow Lim: 15-3 / 15-6
- Lee Dong-soo /  Yoo Yong-sung –  Kitipon Kitikul /  Khunakorn Sudhisodhi: 15-5 / 15-2
- Cheah Soon Kit /  Chew Choon Eng –  Ville Kinnunen /  Ilkka Nyqvist: 15-1 / 15-3
- S. Antonius Budi Ariantho /  Denny Kantono –  Chen Chin-Hsien /  Lee Wei-jen: 15-12 / 15-7
- Ricky Subagja /  Rexy Mainaky –  Siripong Siripool /  Pramote Teerawiwatana: 15-10 / 15-4
- Choong Tan Fook /  Lee Wan Wah –  Seng Kok Kiong /  Rudy Wijaya: 9-15 / 15-5 / 15-9
- Lee Dong-soo /  Yoo Yong-sung –  Jens Eriksen /  Jesper Larsen: 15-10 / 15-4
- S. Antonius Budi Ariantho /  Denny Kantono –  Cheah Soon Kit /  Chew Choon Eng: 15-9 / 15-6
- Ricky Subagja /  Rexy Mainaky –  Choong Tan Fook /  Lee Wan Wah: 15-7 / 15-7
- S. Antonius Budi Ariantho /  Denny Kantono –  Lee Dong-soo /  Yoo Yong-sung: 15-10 / 15-13
- Ricky Subagja /  Rexy Mainaky –  S. Antonius Budi Ariantho /  Denny Kantono: 17-15 / 15-12

### Damendoppel
- Cha Yoon-sook /  Park So-yun –  Zarinah Abdullah /  Chin Yen Peng: 15-5 / 15-3
- Yu Hua /  Zhou Mi –  Paramanathan A/P Tanuosha /  Wong Miew Kheng: 15-2 / 15-3
- Chung Jae-hee /  Yim Kyung-jin –  Norhasikin Amin /  Joanne Quay: 15-9 / 15-8
- Finarsih /  Minarti Timur –  Vicki Valerie Rodrigues /  Wang Soon Lian: 15-4 / 15-7
- Law Pei Pei /  Lee Yin Yin –  Lee Kyung-won /  Park Jin-hyun: w.o.
- Takae Masumo /  Chikako Nakayama –  Fatimah Kumin Lim /  Zanetta Lee: w.o.
- Ge Fei /  Gu Jun –  Rowena George /  Florence Yong: 15-1 / 15-1
- Cha Yoon-sook /  Park So-yun –  Chor Hooi Yee /  Lim Pek Siah: 15-9 / 15-11
- Lisbet Stuer-Lauridsen /  Marlene Thomsen –  Law Pei Pei /  Lee Yin Yin: 15-0 / 15-2
- Yu Hua /  Zhou Mi –  Carmelita /  Nonong Denis Zanati: 15-3 / 15-10
- Chung Jae-hee /  Yim Kyung-jin –  Eti Tantra /  Cynthia Tuwankotta: 8-15 / 15-3 / 15-6
- Liu Lu /  Qian Hong –  Takae Masumo /  Chikako Nakayama: 15-9 / 12-15 / 15-10
- Huang Nanyan /  Liu Zhong –  Finarsih /  Minarti Timur: 17-14 / 5-15 / 15-11
- Helene Kirkegaard /  Rikke Olsen –  Nyen Nyen Ho /  Siew Hwa Liew: 15-1 / 15-0
- Ge Fei /  Gu Jun –  Cha Yoon-sook /  Park So-yun: 15-10 / 15-2
- Lisbet Stuer-Lauridsen /  Marlene Thomsen –  Yu Hua /  Zhou Mi: 15-6 / 10-15 / 15-11
- Liu Lu /  Qian Hong –  Chung Jae-hee /  Yim Kyung-jin: 15-2 / 15-8
- Huang Nanyan /  Liu Zhong –  Helene Kirkegaard /  Rikke Olsen: 15-9 / 15-9
- Ge Fei /  Gu Jun –  Lisbet Stuer-Lauridsen /  Marlene Thomsen: 15-12 / 15-3
- Liu Lu /  Qian Hong –  Huang Nanyan /  Liu Zhong: 18-15 / 15-8
- Ge Fei /  Gu Jun –  Liu Lu /  Qian Hong: 15-7 / 15-1

### Mixed
- Jesper Larsen /  Helene Kirkegaard –  Abu Sumi Bakar /  Hee Habibah: 15-4 / 15-1
- Yoo Yong-sung /  Chung Jae-hee –  Rosman Razak /  Joanne Quay: 18-14 / 15-8
- Pang Cheh Chang /  Chor Hooi Yee –  Sidney Michael /  Wong Pei Tty: 15-7 / 15-12
- Kim Dong-moon /  Park So-yun –  Adi Sumirat /  Paramanathan A/P Tanuosha: 15-9 / 15-0
- Fumihiko Machida /  Yasuko Mizui –  Patrick Lau Kim Pong /  Chin Yen Peng: 15-7 / 15-12
- Lee Dong-soo /  Yim Kyung-jin –  Nyen Nyen Ho /  Andy Lai: 15-1 / 15-4
- Zhang Wei /  Liu Lu –  Tan Kim Her /  Norhasikin Amin: 12-15 / 15-6 / 15-7
- Chan Chong Ming /  Lim Pek Siah –  Yim Jae Sung /  Cha Yoon-sook: 18-15 / 15-12
- Jeremy Gan /  Fong Chew Yen –  Azizan Ariffin /  Wong Miew Kheng: 15-10 / 15-6
- Liu Yong /  Ge Fei –  Jesper Larsen /  Helene Kirkegaard: 15-5 / 15-2
- Yoo Yong-sung /  Chung Jae-hee –  Sandiarto /  Finarsih: 15-18 / 15-8 / 15-7
- Imam Tohari /  Emma Ermawati –  Pang Cheh Chang /  Chor Hooi Yee: 11-15 / 15-4 / 15-12
- Chris Hunt /  Donna Kellogg –  Kim Dong-moon /  Park So-yun: 14-18 / 15-5 / 15-6
- Lee Dong-soo /  Yim Kyung-jin –  Fumihiko Machida /  Yasuko Mizui: 15-4 / 15-4
- Tri Kusharyanto /  Minarti Timur –  Zhang Wei /  Liu Lu: 15-7 / 15-8
- Nick Ponting /  Rikke Olsen –  Chan Chong Ming /  Lim Pek Siah: 15-6 / 15-7
- Jens Eriksen /  Marlene Thomsen –  Jeremy Gan /  Fong Chew Yen: 15-2 / 15-4
- Liu Yong /  Ge Fei –  Yoo Yong-sung /  Chung Jae-hee: 15-5 / 15-10
- Imam Tohari /  Emma Ermawati –  Chris Hunt /  Donna Kellogg: 15-9 / 15-7
- Tri Kusharyanto /  Minarti Timur –  Lee Dong-soo /  Yim Kyung-jin: 15-11 / 15-5
- Jens Eriksen /  Marlene Thomsen –  Nick Ponting /  Rikke Olsen: 15-7 / 7-15 / 15-6
- Liu Yong /  Ge Fei –  Imam Tohari /  Emma Ermawati: 15-2 / 15-3
- Jens Eriksen /  Marlene Thomsen –  Tri Kusharyanto /  Minarti Timur: 18-13 / 15-10
- Liu Yong /  Ge Fei –  Jens Eriksen /  Marlene Thomsen: 15-12 / 15-12